# Super Formation Soccer II
Super Formation Soccer II (スーパーフォーメーションサッカー2?)  es la secuela del videojuego original de Super Formation Soccer (conocido como Super Soccer en Europa y América del Norte), que se lanzó exclusivamente en Japón en 1993. La innovación más significativa sobre su precuela fue la introducción de un modo para cuatro jugadores y una batería de respaldo para reemplazar las contraseñas.

## Jugabilidad
El juego consiste en juegos de exhibición y juegos de torneos. En la exhibición, uno puede elegir jugar un partido o lanzamientos de penalty. El sistema de juego es el mismo que su predecesora, pero aparecen nuevas técnicas de dominio como la levantada de balón en el mismo sitio. En el modo torneo, uno juega hasta que vence a todos los demás equipos. Después de vencer a todos los equipos nacionales, el jugador debe jugar un equipo final, Human, que tiene a jugadores superdotados, incluso el 9 de ese equipo dispara una bola con fuego en algún momento. Cuando se gana el torneo, el jugador recibe un código para jugar en un modo más avanzado.

## Equipos
Esta versión del videojuego contó con la presencia de 16 selecciones nacionales

### Argentina
Equipación
- Camiseta a rayas blancas y azules celestes
- Pantalones negros
- Medias blancas

| Titular | Alterna |
| ------- | ------- |

### Alemania
Equipación
- Camiseta blanca.
- Pantalones negros con una raya blanca en ambos lados.
- Medias blancas.

| Titular | Alterna |
| ------- | ------- |

### Brasil
Equipación
- Camiseta amarilla.
- Pantalones azules oscuros con una raya amarilla en ambos lados.
- Medias blancas.

| Titular | Alterna |
| ------- | ------- |

### Holanda
Equipación
- Camiseta naranja.
- Pantalones blancos con una raya naranja en ambos lados.
- Medias naranjas.

| Titular | Alterna |
| ------- | ------- |

### Italia
Equipación
- Camiseta azul oscura.
- Pantalones blancos con una raya azul en ambos lados.
- Medias azules oscuras.

| Titular | Alterna |
| ------- | ------- |

### Dinamarca
Equipación
- Camiseta roja con rayas blancas
- Pantalones blancos.
- Medias rojas.

| Titular | Alterna |
| ------- | ------- |

### Inglaterra
Equipación
- Camiseta blanca.
- Pantalones azules oscuros con una raya blanca en ambos lados.
- Medias blancas.

| Titular | Alterna |
| ------- | ------- |

### Suecia
Equipación
- Camiseta amarilla con rayas azules claras
- Pantalones azules con una raya azul clara en ambos lados.
- Medias amarillas.

| Titular | Alterna |
| ------- | ------- |

### Francia
Equipación
- Camiseta azul
- Pantalones blancos con una raya azul en ambos lados.
- Medias rojas.

| Titular | Alterna |
| ------- | ------- |

### España
Equipación
- Camiseta guinda
- Pantalones azules con una raya guinda en ambos lados.
- Medias negras.

| Titular | Alterna |
| ------- | ------- |

### Bélgica
Equipación
- Camiseta roja
- Pantalones rojos.
- Medias rojas.

| Titular | Alterna |
| ------- | ------- |

### Camerún
Equipación
- Camiseta verde oscura.
- Pantalones marrones con una raya verde oscura en ambos lados.
- Medias ocre.

| Titular | Alterna |
| ------- | ------- |

### Japón
Equipación
- Camiseta azul con rayas blancas
- Pantalones blancos con una raya azul en ambos lados.
- Medias azules.

| Titular | Alterna |
| ------- | ------- |

### Rumanía
Equipación
- Camiseta amarilla con rayas rojas
- Pantalones azules con una raya roja en ambos lados.
- Medias rojas.

| Titular | Alterna |
| ------- | ------- |

### Colombia
Equipación
- Camiseta roja con rayas ocres
- Pantalones azules oscuros con una raya ocre en ambos lados.
- Medias ocres.

| Titular | Alterna |
| ------- | ------- |

### Estados Unidos
Equipación
- Camiseta Blanca con rayas azules
- Pantalones blancos con una raya azul en ambos lados.
- Medias blancas.

| Titular | Alterna |
| ------- | ------- |